# Григорій Жаткович
Григорій-Ігнатій Павлович Жаткович (чеськ. Gregory Ignatius Žatkovich) (нар. 20 грудня 1886, Голубине, Березький комітат, Угорське королівство, Австро-Угорщина — пом. 26 березня 1967, Піттсбург, Пенсільванія, США) — адвокат, журналіст, державний діяч, один із лідерів карпаторусинської еміграції в США. Перший губернатор Підкарпатської Русі (1920—1921).

## Життєпис
Григорій-Ігнатій Жаткович народився в селі Голубине (нині село Свалявського району Закарпатської області). в родині Павла та Ірми Жатковичів. У п'ятирічному віці з батьками переселився до США. Навчався в коледжах Нью-Йорка і Піттсбурга (штат Пенсільванія). Закінчив юридичний факультет Пенсільванського університету (Філадельфія).
Як голова Американської народної ради угро-русинів 1918 року вів переговори з президентом США Вудро Вільсоном і майбутнім президентом Чехословаччини Томашем Масариком. Один з ініціаторів проведення в листопаді 1918 року плебісциту серед своїх американських земляків, у ході якого вони більшістю голосів (67 %) висловилися за приєднання Карпатської Русі до Чехословацької Республіки (ЧСР). Як наслідок, підписав із Масариком Філадельфійську угоду.
Весною 1919 року на чолі делегації американських русинів перебував у Парижі, Празі й Братиславі з метою ознайомлення провідних діячів союзницьких держав та громадськості з волею американських русинів, а також у самому Закарпатті, де сприяв організації Руського клубу в Ужгороді та прийняттю рішення Центральною руською народною радою від 8 травня про приєднання краю до Чехословаччини на правах автономії.
У серпні 1919 року був призначений чехословацькою владою головою Директорії Підкарпатської Русі — першого автономного уряду Закарпаття, а 5 травня 1920 року президент ЧСР призначив його першим (тимчасовим) губернатором краю.
В березні 1921 року Жаткович склав повноваження губернатора на знак протесту проти позиції чехословацької влади, що не погоджувалися на надання Закарпаттю автономії, приєднання до нього Пряшівщини та на участь закарпатців у виборах до парламенту, і знову повернувся до США, де зайнявся адвокатською практикою.
У 1930-х роках відмовився від ідеї національної окремішності закарпатських русинів, яких став вважати складовою частиною російської нації. Під час Другої світової війни змінив свої античехословацькі погляди, очолив Американську карпаторуську центральну конференцію і видавав газету «Карпатець» (1941—1943), на сторінках якої пропагував необхідність об'єднання Закарпаття з Чехословаччиною.
Помер у місті Піттсбург.

## Вшанування
2 грудня 2017 року в Ужгороді відкрили нову мініскульптуру. Фігурку першого губернатора Закарпаття Григоргія Жатковича встановили перед входом до будівлі Закарпатського обласного художнього музею ім. Йосипа Бокшая (пл. Жупанатська, 3), де колись розташовувалася місцева адміністрація — Жупанат. Приурочили відкриття скульптурки «Liberty Bell» до дня народження громадського діяча та першого губернатора Закарпаття, який народився 2 грудня 1886 року.